# NGC 947
NGC 947 é uma galáxia espiral barrada (SBc) localizada na direcção da constelação de Cetus. Possui uma declinação de -19° 02' 32" e uma ascensão recta de 2 horas, 28 minutos e 33,3 segundos.
A galáxia NGC 947 foi descoberta em 10 de Novembro de 1835 por John Herschel.